# Необычный день
«Необычный день» (итал. Una giornata particolare) — итало-канадский драматический фильм режиссёра Этторе Скола, вышедший на экраны в 1977 году. Лента рассказывает о домохозяйке и её соседе, которые единственные из всего дома не посетили парад, посвящённый приезду Адольфа Гитлера в Рим для встречи с Бенито Муссолини. Главные роли исполнили Софи Лорен и Марчелло Мастроянни, удостоенные за свои актёрские работы многочисленных национальных и международных наград.

## Сюжет
Действие фильма происходит на протяжении 24 часов, практически не покидая стены стандартной римской квартиры. В кадре почти всё экранное время действуют два человека — персонажи Лорен и Мастроянни.
6 мая 1938 года, когда Гитлер пребывает в Риме для встречи с Муссолини, вся многочисленная семья главной героини Антониетты, включая мужа (служащего одного из фашистских министерств) и всех их шестерых детей, отправляется на торжественный парад, посвящённый этому визиту. Антониетта же, загруженная домашними заботами, остаётся дома, хотя и является страстной поклонницей Муссолини. По случайности её говорящий скворец вылетает из клетки и садится у окна другого оставшегося дома человека — соседа Габриэля, как позднее выясняется, антифашиста нетрадиционной сексуальной ориентации. Так завязывается их знакомство. С развитием сюжета обнаруживается всё большее одиночество каждого из героев и униженность их положения в тогдашнем обществе.
Несмотря на прямо противоположные политические позиции, они тянутся друг к другу и занимаются любовью, но с окончанием парада вынуждены расстаться. К ней возвращается семья, а к нему вечером приходят, чтобы депортировать на Сардинию из-за его политических взглядов и гомосексуальности.

## В ролях
- Софи Лорен — Антониетта
- Марчелло Мастроянни — Габриэль
- Джон Вернон — Эмануэле, муж Антониетты
- Франсуаза Берд — консьержка
- Патриция Бассо — Романа
- Тициано де Персио — Арнальдо
- Маурицио Ди Паолантонио — Фабио
- Антонио Гарибальди — Литторио
- Витторио Гуэррьери — Умберто
- Алессандра Муссолини — Мария Луиза
- Николь Маньи — офицерская дочь

## Награды и номинации
- 1977 — участие в основном конкурсе Каннского кинофестиваля[4].
- 1977 — попадание в список лучших иностранных фильмов по версии Национального совета кинокритиков США.
- 1978 — две номинации на премию «Оскар» — за лучшую мужскую роль (Марчелло Мастроянни) и за лучший фильм на иностранном языке[5].
- 1978 — премия «Золотой глобус» за лучший фильм на иностранном языке, а также номинация в категории «лучшая мужская роль — драма» (Марчелло Мастроянни).
- 1978 — премия «Сезар» за лучший фильм на иностранном языке.
- 1978 — две премии «Давид ди Донателло» — за лучшую женскую роль (Софи Лорен) и за лучшую режиссуру (Этторе Скола).
- 1978 — три премии «Серебряная лента»: лучшая женская роль (Софи Лорен), лучшая музыка (Армандо Тровайоли), лучший сценарий (Руджеро Маккари, Этторе Скола, Маурицио Костанцо).
- 2014 — приз Venezia Classici Венецианского кинофестиваля за лучший реставрированный фильм.